# Inyodectes schlingeri
Inyodectes schlingeri är en insektsart som beskrevs av Rentz, D.C.F. 1972. Inyodectes schlingeri ingår i släktet Inyodectes och familjen vårtbitare. Inga underarter finns listade i Catalogue of Life.